# KTorrent
KTorrent és un client de BitTorrent escrit en C++ i Qt per a KDE. Eina per a descarregar imatges ISO de Linux i altres fitxers, permet importar torrents baixats parcialment, gestionar els parells connectats, descarregar fitxers específics i connectar amb servidors intermediaris. La seva interfície d'usuari és simple.

## Característiques
Entre les seves funcions principals podem destacar:
- Baixada de fitxers torrent
- Possibilitat de limitar la velocitat de pujada, ja que la majoria de persones no poden pujar grans quantitats de dades.
- Cerca a Internet, mitjançant el motor de cerca del lloc web de Bittorrent.
- Seguiment d'UDP, més informació